# James Farrow
James Farrow (* 3. April 1827 in Laurens, South Carolina; † 3. Juli 1892 in Spartanburg, South Carolina) war ein US-amerikanischer Jurist und sowohl für die Vereinigten Staaten als auch für die Konföderierten Staaten als Politiker tätig.

## Werdegang
James Farrow, Sohn von Jane Strather James (1796–1880) und Patillo Farrow (1796–1849), wurde 1827 im Laurens County geboren. Über seine Jugendjahre ist nichts weiter bekannt. Farrow studierte Jura und erhielt seine Zulassung als Anwalt. Er war als Staatsanwalt in Spartanburg tätig. Zwischen 1856 und 1862 saß er im Repräsentantenhaus von South Carolina. Am 6. November 1861 wurde er im fünften Wahlbezirk von South Carolina in den ersten Konföderiertenkongress gewählt, wo er am 18. Februar 1862 seinen Posten antrat. Er wurde dann in den zweiten Konföderiertenkongress wiedergewählt, wo er bis 1865 tätig war. Im November 1865 wurde er im vierten Wahlbezirk von South Carolina in das US-Repräsentantenhaus gewählt, konnte aber seinen Kongresssitz nicht einnehmen, da im Dezember 1865 dieser ihm wieder aberkannt wurde. Später zog er nach Kansas City, wo er zum Richter gewählt wurde. Farrow kehrte nach South Carolina zurück. Er war Präsident des Laurens Female College, bevor er seine Tätigkeit als Jurist wieder aufnahm. Nach seinem Tod 1892 wurde er auf dem Stadtfriedhof in Laurens beigesetzt. Ferner verfolgte er in seinem Leben wohl auch eine militärische Laufbahn. Er bekleidete den Dienstgrad eines Colonels.

## Familie
Farrow war zweimal verheiratet. Er heiratete 1850 Caroline P. Henry († 1858), die bereits mit 27 Jahren starb. Das Paar hatte mindestens ein Kind: Florence. Nach dem Tod seiner ersten Ehefrau heiratete er 1868 Susan Savage (1840–1918), Tochter von George und M.R. Savage. Das Paar bekam mindestens zwei Kinder: Perrin und Sue.